# Силадьи, Дьёрдь
Дьёрдь Си́ладьи (Силади, венг. Szilágyi György; 4 июля 1921, Будапешт — 30 сентября 1992) — венгерский шахматист; международный мастер (1956). Звание национального мастера получил в 1946 г.
Первого успеха добился в составе команды МТК на командном первенстве Венгрии (1937). Участник 12 чемпионатов Венгрии, в том числе в 1950 и 1955 — 3-4-е места. В составе команды Венгрии бронзовый призёр 12-й Олимпиады (Москва, 1956). В чемпионатах Будапешта: 1961 — 1-3-е; 1972 — 3-е; 1973 — 2-3-е места.
Лучшие результаты в международных соревнованиях: Сопот (1951) — 3-е; Амстердам (1965; ИБМ турнир, группа «Б») — 1-е; Реджо-нель-Эмилия (1965/1966) — 3-4-е; Люблин (1968) — 2-4-е; Париж — Баньё (1969) — 1-е; Стари-Смоковец (1969) — 2-3-е; Вроцлав (1974) — 2-е; Приморско (1975) — 1-е; Пампорово — Смолян (1976) — 2-4-е; Кросно (1978) — 2-е места.